# 久六島燈塔
久六島燈塔為日本青森縣深浦町久六島所建立白堊岩的燈塔。

## 歷史
- 1958年（昭和33年）動工。
- 1959年（昭和34年）初點燈。

## 燈塔結構與行政諸元

### 燈塔結構諸元
- 航路標識番號：
- 塔身塗色・構造：塔身白色，塔形為水泥混凝土造。
- 燈器：
- 燈質：閃白光（毎8秒內、隔7秒（暗）閃1次（明））。
- 實効光度：390cd。
- 光程：7.5浬＜約13.89km＞。
- 明弧：全度。
- 塔高＜地上～塔頂＞：19m。
- 燈高＜平均海面～燈火＞：20m。
- 燈塔座標：北緯40度32分3.27秒、東經139度29分51.75秒。

### 燈塔行政諸元
- 管轄機關：日本海上保安廳第2管區海上保安部。
- 初點燈：1959年10月20日。
- 所在地：青森縣西津輕郡深浦町久六島。

## 交通路線
久六島為一荒島並無定期航路存在，必要包租漁船才能前往。

## 關連項目
- 日本燈塔50選
- 日本保存燈塔

## 外部連結
- （日語）國土地理院 電子國土地圖 久六島燈塔[永久]
- （日語）青森海上保安部（页面存档备份，存于）
- （日語）第二管區海上保安本部 Japan 2nd Regional Coast Guard Headquarters（页面存档备份，存于）
- （日語）灯台用語集Ｆ（页面存档备份，存于）